# Ultima Cena (Giotto)
L'Ultima Cena è un affresco (200x185 cm) di Giotto, databile al 1303-1305 circa e facente parte del ciclo della Cappella degli Scrovegni a Padova. È compresa nelle Storie della Passione di Gesù del registro centrale inferiore, nella parete destra guardando verso l'altare.

## Descrizione e stile
La scena illustra un passo del Vangelo di Giovanni (13, 21-26): «Gesù si commosse profondamente e disse: "In verità, in verità vi dico: uno di voi mi tradirà". I discepoli si guardarono gli uni gli altri, non sapendo di chi parlasse. Ora uno dei discepoli, quello che Gesù amava, si trovava a tavola al fianco di Gesù. Simon Pietro gli fece un cenno e gli disse: "Dì, chi è colui a cui si riferisce?". Ed egli, reclinandosi così sul petto di Gesù, gli disse. "Signore, chi è?". Rispose allora Gesù: "È colui per il quale intingerò un boccone e glielo darò"». Si tratta del momento seguito dall'iconografia bizantina, mentre la tradizione romana preferiva rappresentare quello dello spezzare il pane da parte di Gesù.
Ambientata in una stanza senza due pareti per permettere la visione dell'interno, Giotto dipinge il volto dubbioso degli apostoli che si interrogano su chi sia il traditore del Cristo. Efficace è la disposizione degli apostoli attorno al tavolo, senza accavallamenti, grazie all'uso di un punto di vista di lato e leggermente rialzato. L'apostolo Giuda è seduto vicino a Gesù, indossa un mantello giallo e intinge la mano nello stesso piatto di Cristo. Giovanni invece, come tipico dell'iconografia, è addormentato appoggiato a Cristo.
L'annerimento delle aureole è casuale e non voluto dall'autore, poiché causato in seguito per ragioni chimiche. Originariamente presentavano una differenziazione gerarchica: a rilievo, dorata con oro fino e con la croce accennata in rosso quella di Cristo, di colore imitante l'oro e con raggi quelle degli apostoli, senza raggi quella di Giuda. Negli apostoli di spalle, le aureole sembrano fluttuare davanti alle loro facce.
Curatissimi sono i dettagli, dal manto con ricami dorati dell'apostolo al centro di spalle, ai mosaici cosmateschi che ornano il coronamento della stanza, sul cui tetto stanno due uccelli: sono statue, come dimostra la loro presenza, in posizione identica, nella scena successiva, la Lavanda dei piedi. La parete interna un tempo era decorata da motivi a secco oggi perduti. Le vesti degli apostoli creano un colorato insieme di tinte pastello (i colori sono i medesimi per ciascuno nelle altre scene, in modo da rendergli riconoscibili a colpo d'occhio), con un uso della luce che amplifica il senso di plasticità e aiuta a comprendere la scansione spaziale dell'ambiente (ad esempio lasciando in ombra la zona sotto la panca).

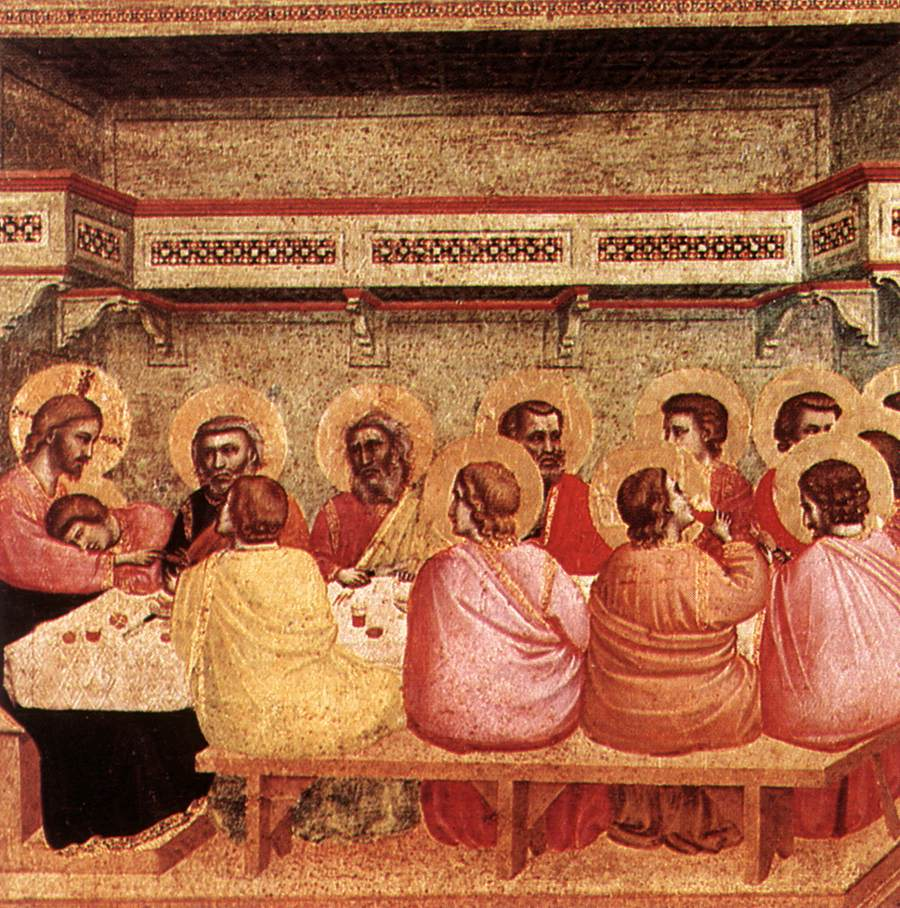
Ultima Cena nell'Alte Pinakothek (1320-1325 circa)